# Emil Span
Pour les articles homonymes, voir Span.
Emil Span (Reutlingen, Royaume de Wurtemberg, 27 janvier 1869 – San José, 20 janvier 1944) est un peintre allemand établi au Costa Rica, célèbre dans ce pays centraméricain pour ses paysages et, spécialement, pour ses tableaux d'orchidées.

## Biographie
Il a étudié à l'École de beaux-arts de l'Institut royal de Munich et à la fin du XIXe siècle part au Guatemala, intéressé par l'exportation du café.
En raison de difficultés avec un général guatémaltèque, il se voit obligé d'abandonner ce pays, où il avait peint des paysages, portraits d'indigènes et animaux, comme l'huile Ocelote, de 1898.

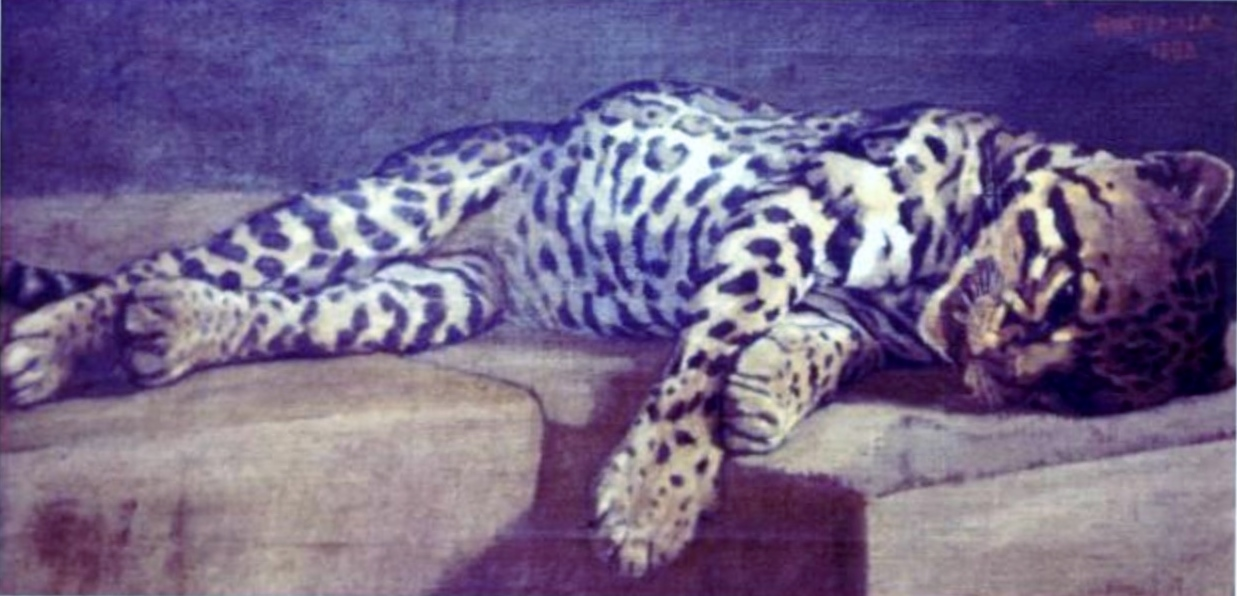
Ocelote, huile de 1898 d'Emil Span

Il est arrivé au Costa Rica en 1906 et les premières commissions qu'il reçoit sont des portraits: il peint des clercs, des intellectuels et des personnages historiques ; de plus, il se consacre à l'enseignement. Span est « un personnage moteur de l'art national avec sa solide connaissance et son travail didactique », constate María Enriqueta Garde.
Amoureux du paysage de sa nouvelle patrie, Span a parcouru des zones qui sont difficiles d'accès à cette époque, comme Tortuguero au bord de la mer des Caraïbes ou le golfe Dulce, la baie des Cocos et Carrillo (Guanacaste). «Il est tombé amoureux du paysage costaricien», voyage à travers le pays, en peignant « beaucoup de lieux qui étaient presque inaccessibles », se rappelle le portraitiste Fabio Fournier. Span se plaisait à pérégriner pour peindre les côtes du pays.

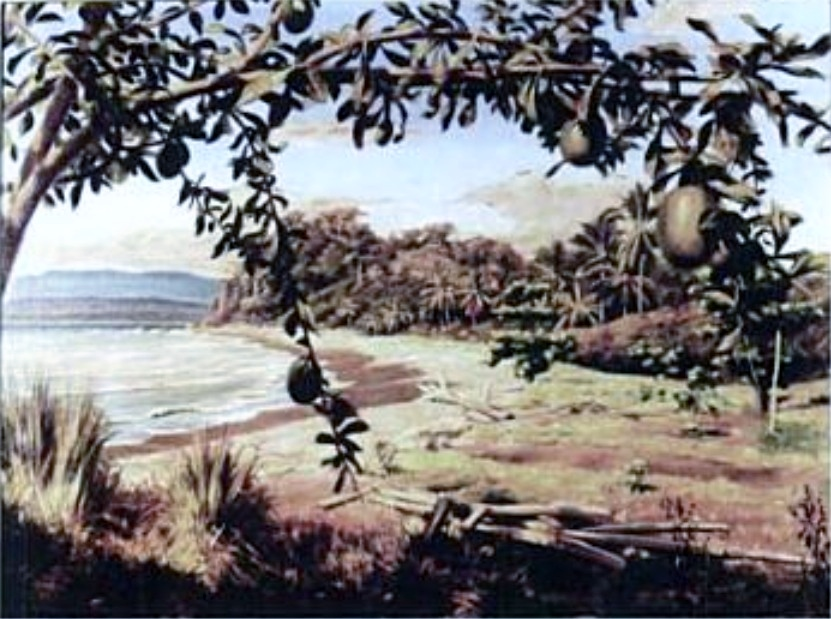
Paisaje de Guanacaste, huile d'Emil Span

Emil Span, comme d'autres artistes, a l'habitude d'accompagner Ezequiel Jiménez pour peindre à l'air libre. « Ses paysages ont des espaces inondés de lumière, surtout ceux de la côte Pacifique, tellement différentes de ses portraits, orchidées et tableaux allégoriques tellement ceinturés à la tradition académique européenne. Dans ses paysages la couleur est plus riche, produite du contact direct avec la nature», note-t-il dans un essai consacré aux exposés d'arts plastiques célébrés à San José depuis 1928 jusqu'à 1937.
Fournier rappelle que Span avait une maison humble proche du Lycée du Costa Rica situé au nord. Dans la cabane en bois, qui « n'avait pas plus d'une fenêtre, tant elle contenait de toiles». Le costaricien a connu l'allemand lorsqu'il étudiait dans le lycée, car le chemin de sa maison à l'est passait par celle de Span et généralement il s'arrêtait à regarder par la fenêtre les tableaux, jusqu'à ce qu'un jour le maître allemand l'a invité à entrer, en commençant ainsi l'amitié qui les unirait. 

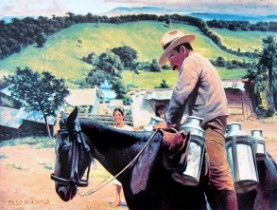
Paso de la Vaca

La vision que reflète Span des colons du Costa Rica est idéalisée. Comme le signale Eugenia Zavaleta, les artistes ont exclu de leurs tableaux « les logements les plus pauvres du monde rural et semi-rural », et « aussi se désintéressent de ses occupants: les paysans — un secteur qui est en train de se convertir de plus en plus en travailleurs journaliers —, que la crise de 1930 a frappé avec force ». Les peu de paysans qui ont été représentés « ne montraient pas de signes de majeur d'indigence et de peine ». Ceci se peut voir dans les œuvres de Cadre Aurelio Aguilar mais aussi dans celles de l'allemand, comme dans son Paso de la Vaca, dans lequel le laitier « prend le temps de flirter avec une jouvencelle».

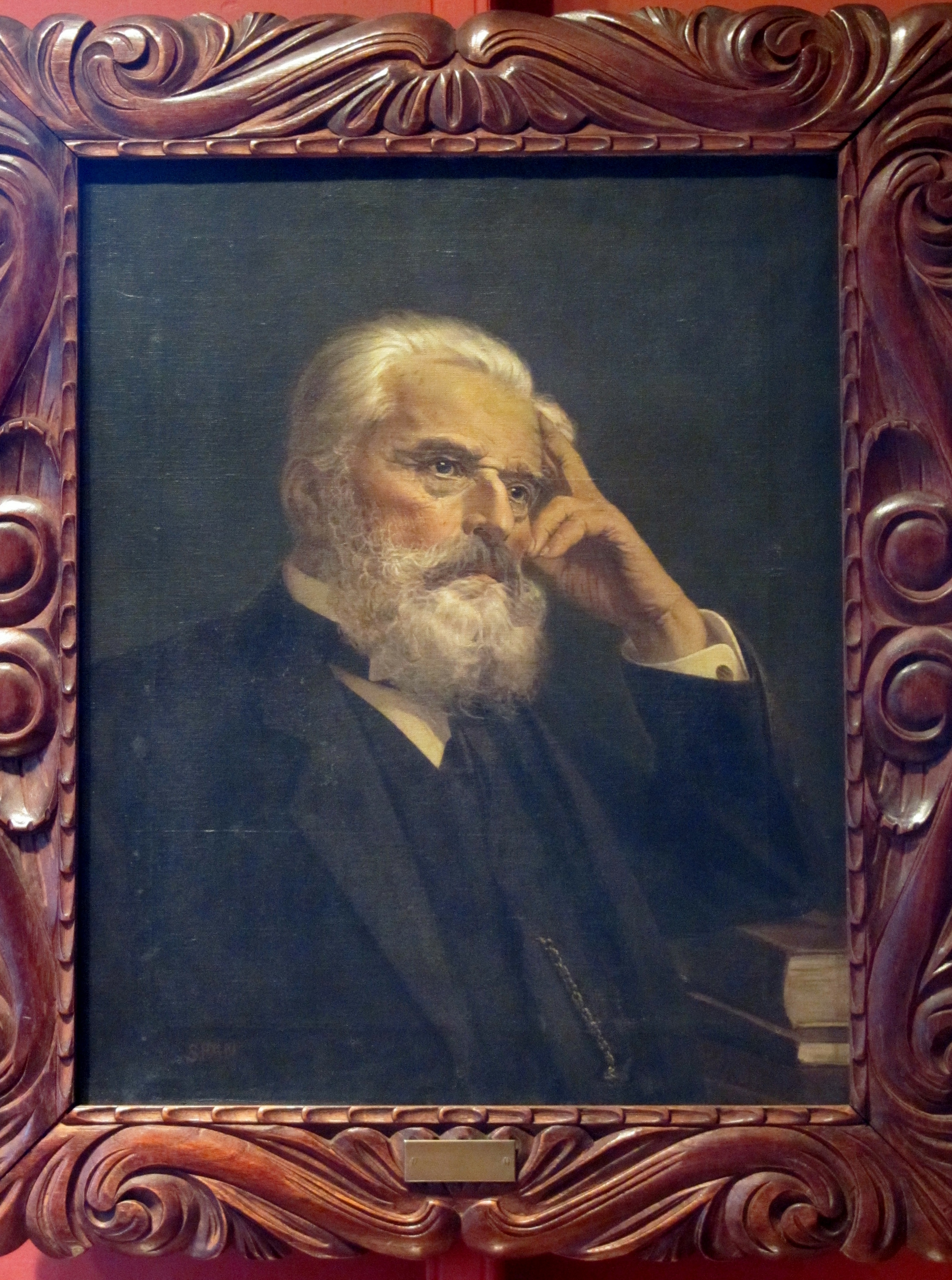
José Joaquín Rodríguez.

Il a été aussi un portraitiste estimé, comme cela peut se vérifier dans son portrait de l'ex-président José Joaquín Rodríguez, exposé dans le Musée National, où l'on peut voir aussi deux tableaux d'orchidées de Span. Sa Casa de Campo —qui en 2007 ornait une des salles du musée et était parmi la vingtaine de tableaux que cette institution possède de cet artiste—, a été volée en juillet de cet an.

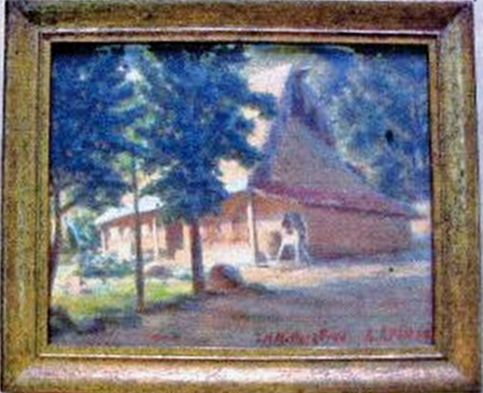
Casa de campo, le tableau de Span volé du Musée National

Span a participé au décor du Théâtre National avec des fleurs et des fruits dans ses pendentifs. En 1926 il a été sélectionné — avec Enrique Echandi, Ezequiel Jiménez et Tomás Povedano— pour représenter au Costa Rica dans l’Exposition Panaméricaine de Peinture de 1925, sponsorisée par le Musée d'Art de Los Angeles et célébrée dans son enceinte. Span aparticipé aussi aux Expositions d'Arts Plastiques du Costa Rica et à la première d'entre elles, celle de 1928, il reçoit une médaille d'argent; à cette occasion il présente le Portrait de John M. Keith (M = Meiggs; chef d'entreprise établi dans le pays à des fins du XIXe siècle; il a été le premier président de la Chambre de commerce, fondée en 1915, et du Comité de Charité, aujourd'hui Comité de Protection Sociale(Junta de Protección Social), dont ce dernier s'est occupé jusqu'à sa mort, en 1927).
Président honoraire, avec Tomás Povedano, du Centre de l'Art, il a été professeur de l'École de beaux-arts et jury de la deuxième et troisième exposition d'arts plastiques (1930-1931).

## Prix et reconnaissances
- Sélectionné pour représenter le Costa Rica, avec Enrique Echandi, Ezequiel Jiménez Rouges et Tomás Povedano, dans l'Exposition panaméricaine de peinture de 1925, sponsorisée par le Musée d'Art de Los Angeles et célébrée dans son enceinte
- Première Exposition du Costa Rica, 1928: Médaille d'argent
- Grand prix Augusto B. Leguía (1928)
- Prix d'honneur, avec Echandi et l'allemand Eginhard Menghius, dans le Deuxième Concours Littéraire et Artistique de 1930